# فينيستيلا
فينيستيلا (باللاتينية: Fenestella) هو مؤرخ وكاتب موسوعي روماني ولد في سنة 52 ق م. تكلم في مؤلفاته عن الحياة الاجتماعية للرومان، كما تكلم عن تاريخ حياة شيشرون وترنتيوس. تكلم عنه المؤرخين اللاحقين مثل جيروم وبلينيوس الأكبر وأسكونيوس بيديانوس ونونيوس مارشيلوس. توفي في سنة 19 ميلادية.